# Ośno (Janowiec Wielkopolski)
Ośno est un village du centre-nord de la Pologne situé dans le powiat de Żnin en voïvodie de Couïavie-Poméranie. Il fait partie de la gmina de Janowiec Wielkopolski (commune urbaine-rurale), dont il représente 4,8 % du territoire avec une superficie de 6,32 km2. En 2021, le village comptait 170 habitants.

## Géographie

### Localisation
Le village d'Ośno se situe à 9,1 km de Janowiec Wielkopolski, le chef-lieu de la gmina (commune), à 27,5 km de Żnin, le chef-lieu du powiat (district) et à 68 km au sud-ouest de Bydgoszcz, le chef-lieu de la voïvodie (région).
| \| Localisation du village au sein de la gmina Janowiec Wielkopolski. \| Localisation du village au sein de la gmina Janowiec Wielkopolski. |
| Localisation du village au sein de la gmina Janowiec Wielkopolski.                                                                          |

### Climat
À Ośno, les étés sont confortables et partiellement nuageux tandis que les hivers sont longs, glacials, neigeux, venteux et nuageux dans l'ensemble. Au cours de l'année, la température varie généralement de -4 °C à 24 °C et est rarement inférieure à  -13 °C ou supérieure à 30 °C.
| Mois                                | jan. | fév. | mars | avril | mai | juin | jui. | août | sep. | oct. | nov. | déc. | année |
| ----------------------------------- | ---- | ---- | ---- | ----- | --- | ---- | ---- | ---- | ---- | ---- | ---- | ---- | ----- |
| Température minimale moyenne (°C)   | −4   | −3   | −1   | 3     | 8   | 11   | 13   | 12   | 9    | 5    | 1    | −2   | 4,3   |
| Température moyenne (°C)            | −1   | 0    | 3    | 8     | 14  | 16   | 19   | 18   | 14   | 9    | 4    | 0    | 8,7   |
| Température maximale moyenne (°C)   | 1    | 2    | 7    | 13    | 19  | 21   | 24   | 23   | 18   | 12   | 6    | 2    | 12,3  |
| Nombre de jours avec précipitations | 5,9  | 5,1  | 5,8  | 5,3   | 7,1 | 8,2  | 8,6  | 7,6  | 6,2  | 5,7  | 6,2  | 6,9  | 6,6   |
| Nombre de jours avec neige          | 1,1  | 1,1  | 0,4  | 0,1   | 0   | 0    | 0    | 0    | 0    | 0    | 0,4  | 0,8  | 0,3   |

## Politique et administration

### Fonctionnement
Le sołectwo (subdivision administrative d'une commune en Pologne) d'Ośno est une unité auxiliaire de la gmina de Janowiec Wielkopolski (commune urbaine-rurale). Le gouvernement local des habitants du sołectwo fonctionne sur la base des dispositions légales et en en particulier la Loi du 8 mars 1990 sur l'autonomie municipale (Journal des lois de 2001, n° 142, article 1591) et la résolution n° XV/122/2020 du Conseil communal de Janowiec Wielkopolski du 29 janvier 2020 concernant l'adoption du statut du sołectwo d'Ośno.
Les autorités du sołectwo sont : 
- l'assemblée du sołectwo : l'organe décisionnel (législatif) de la communauté villageoise ;
- le chef et le conseil du sołectwo (le conseil du sołectwo assiste le chef du sołectwo). Ils composent l'organe exécutif du sołectwo. Le mandat du chef du sołectwo et du conseil du sołectwo dure 4 ans et se termine par l'élection de nouveaux membres.

Les tâches du conseil du sołectwo comprennent : 
- la participation à l'examen des questions importantes pour les habitants du sołectwo ;
- façonner les règles de la coexistence sociale ;
- organiser un travail en commun pour le lieu de résidence ;
- créer une aide de quartier.

Il exerce ses missions à travers : 
- l'adoption de résolutions dans le cadre des compétences accordées ;
- des avis sur les questions dans le cadre des compétences accordées ;
- la participation à l'organisation et à la conduite de consultations publiques sur les projets de résolutions du Conseil Communal sur des questions d'importance fondamentale pour les résidents ;
- la soumission d'une demande au Conseil Communal pour examiner les questions qui doivent être résolues et qui dépasse les possibilités des habitants du sołectwo ;
- la coopération avec les conseillers de la zone du sołectwo pour organiser des réunions avec les électeurs[4].

### Élus
En 2023, M. Grzegorz Janas est le chef du sołectwo.

## Population et société
En 2021, le village d'Ośno comptait 170 habitants, en diminution de −13,27 % par rapport à 1998.
En 2021, 61,2 % des habitants du village d'Ośno étaient en âge de travailler (entre 18 et 64 ans pour les hommes et 18 et 59 ans pour les femmes). 17,6 % des habitants avaient moins de 18 ans et 21,2 % avaient l'âge légal de la retraite. Les personnes en âge de travailler représentaient 59,5 % de la population de la voïvodie de Couïavie-Poméranie et 59,5 % de la population de Pologne. Ainsi, le taux de dépendance démographique du village d'Ośno est équivalent à celui de la voïvodie de Couïavie-Poméranie et équivalent à celui de la Pologne.
| Classe d'âge                                                                                           | Hommes | Femmes | Total  |
| --- | ------ | ------ | ------ |
| Population <18 ans                                                                                     | 16,3 % | 19,2 % | 17,6 % |
| Population en âge de travailler (entre 18 ans et 59 ans pour les femmes et les 64 ans pour les hommes) | 67,4 % | 53,8 % | 61,2 % |
| Population à l'âge légal de la retraite                                                                | 16,3 % | 26,9 % | 21,2 % |
| Total                                                                                                  | 100 %  | 100 %  | 100 %  |

| 1998 | 2002 | 2009 | 2011 | 2021 |
| ---- | ---- | ---- | ---- | ---- |
| 196  | 215  | 197  | 190  | 170  |